# Myrcia eriopus
Myrcia eriopus é uma espécie de planta do gênero Myrcia. É endêmica ao Brasil, ocorrendo nos estados de Mato Grosso, Maranhão, Goiás, Espírito Santo, Ceará, Bahia, Minas Gerais, Rio de Janeiro, São Paulo, Tocantins. De acordo com a União Internacional para a Conservação da Natureza, seu estado de conservação é pouco preocupante.